# Peter Gnehm

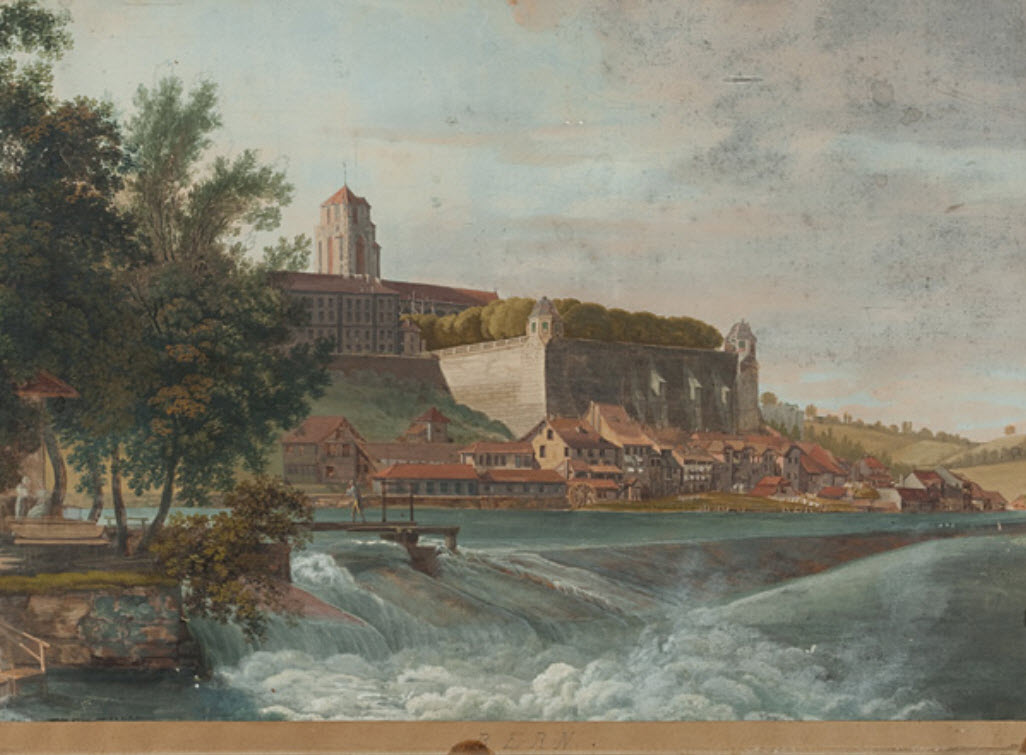
Peter Gnehm, Bern vom Schwellenmätteli aus gesehen (um 1790)

Peter Gnehm (* 1712 in Stein am Rhein; † 21. März 1799 in Bern) war ein Schweizer Fayence-Kachelofenmaler. Daneben betätigte er sich auch als Landschaftsmaler.

## Leben
Die bernische Burgerkammer (Niederlassungsbehörde) wies Gnehm 1744 wegen unerlaubten Aufenthalts in Bern aus der Stadt. 1754 erhielt er einen Toleranzschein und arbeitete von da an bis zu seinem Ableben in Bern. Im gesamten Gebiet der ehemaligen Stadt und Republik Bern finden sich zahlreiche von ihm bemalte Kachelöfen, die allermeisten sind in Blau auf weissem Grund, wenige in Sepia (Manganviolett) oder polychrom gefasst. Gnehms Lebenswerk ist bis heute nicht umfassend aufgearbeitet, sodass weder der erhaltene Umfang seines Werkes noch dessen Varianz bekannt ist. Vor allem sein Spätwerk ab den 1780er-Jahren ist schlecht dokumentiert. Gnehms Werk hatte erkennbar auch Einfluss auf weitere Kachelofenproduzenten bzw. Ofenmaler im Kanton Bern, wie z. B. die Hafner von Bäriswil. Peter Gnehm arbeitete in erster Linie für den Berner Hafnermeister Wilhelm Emanuel Dittlinger. Es gibt jedoch auch archivalische Belege für Arbeiten z. B. für die Hafner Häberli aus Hängelen (Gemeinde Krauchthal). Er signierte und datierte seine Kacheln unterschiedlich mit P.G. oder P. Gnehm.

## Werke

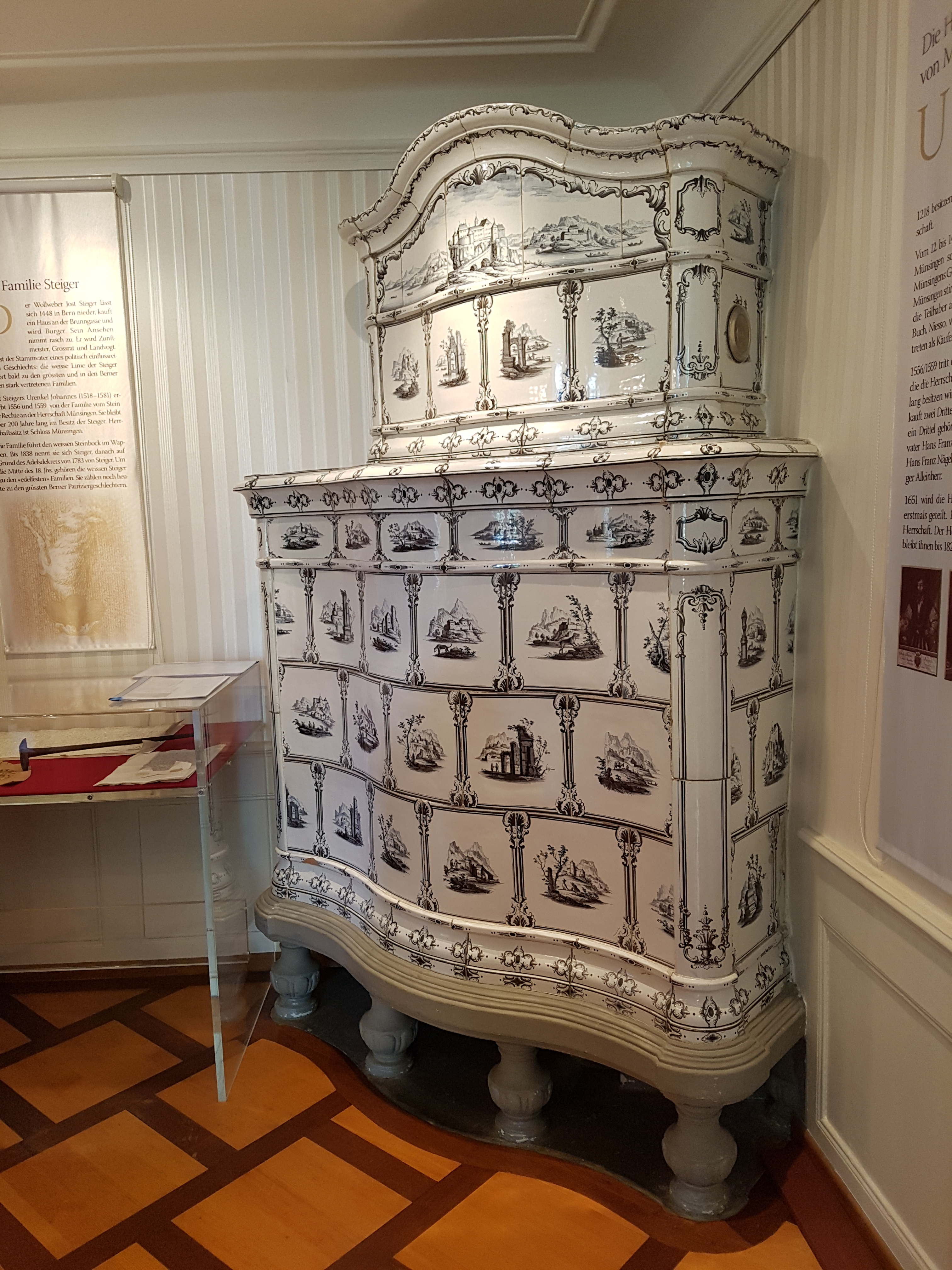
Kachelofen von Peter Gnehm im Schloss Münsingen
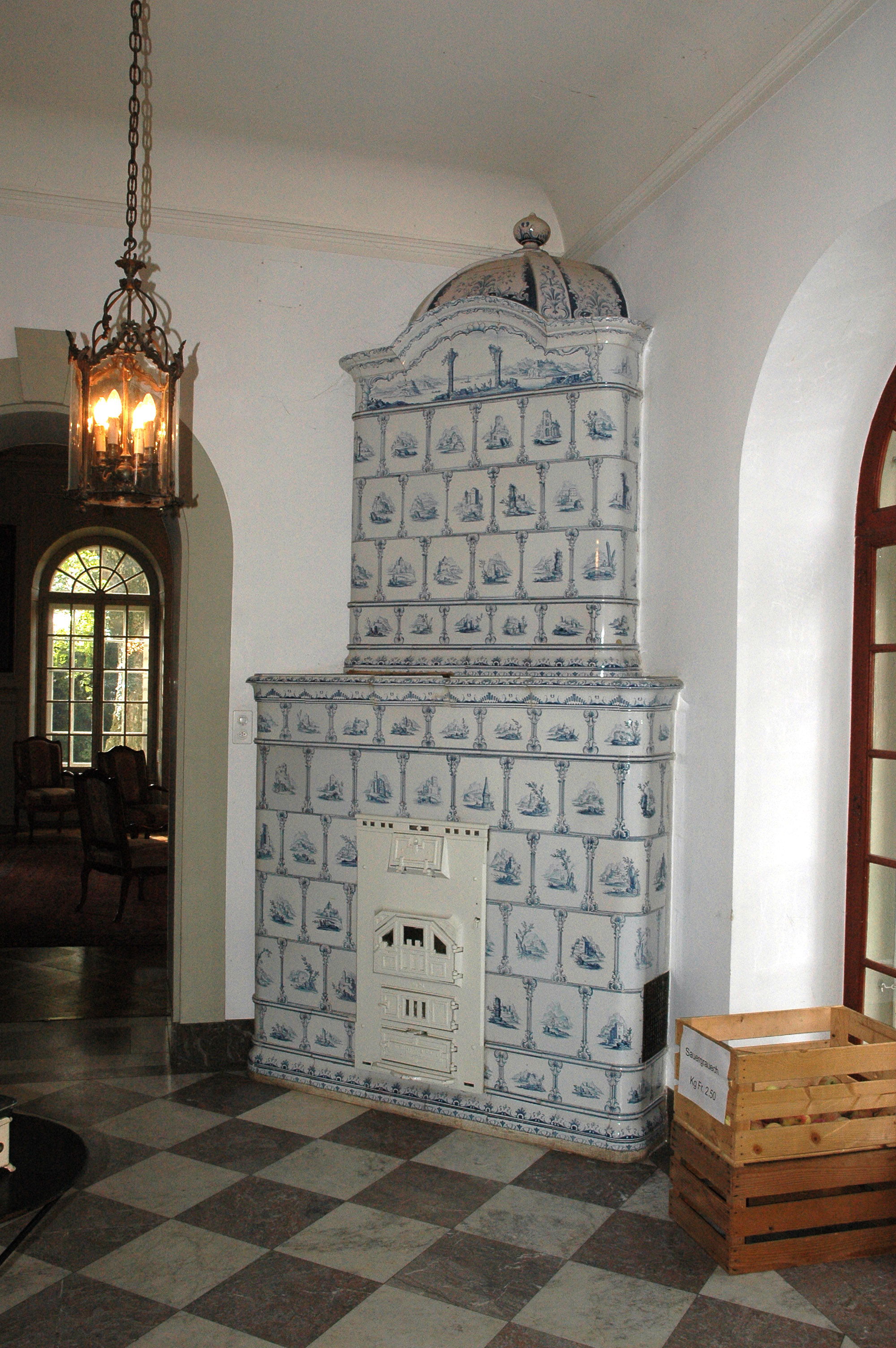
Kachelofen von Peter Gnehm im Schloss Jegenstorf, datiert 1768
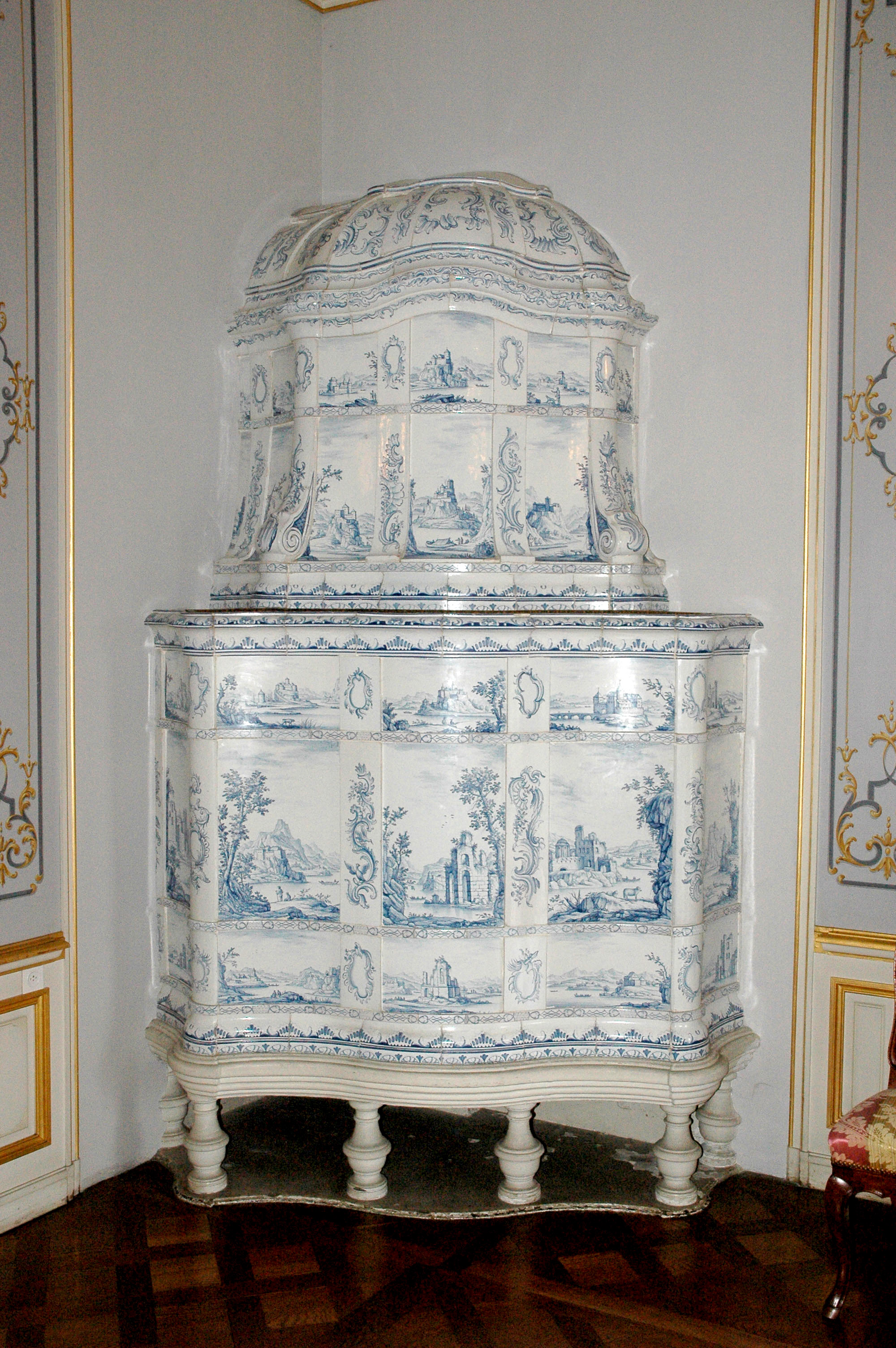
Kachelofen von Peter Gnehm aus Bern, Gerechtigkeitsgasse 81, heute im Schloss Jegenstorf, datiert 1768
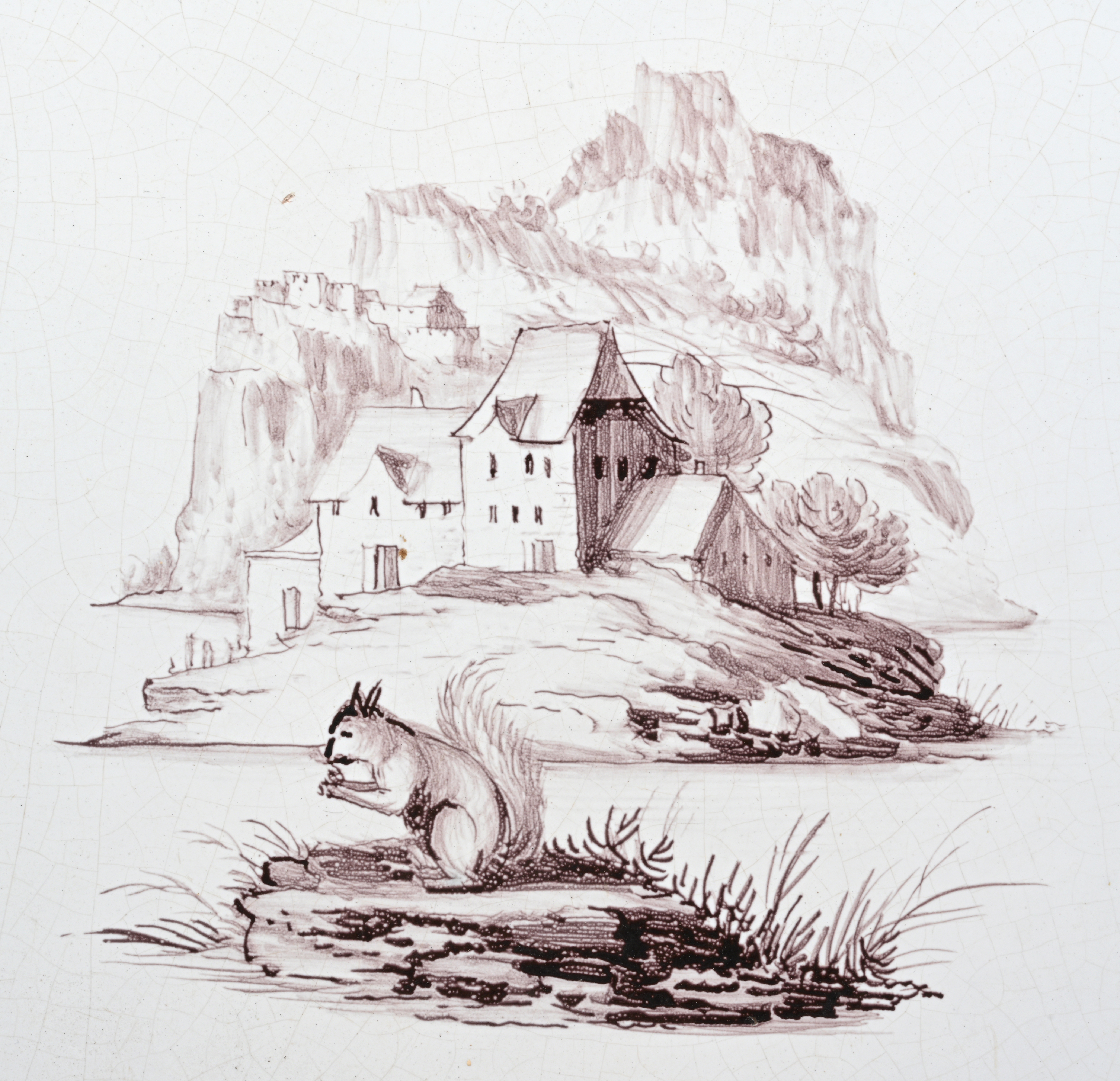
Ofenkachel von Peter Gnehm, 1782
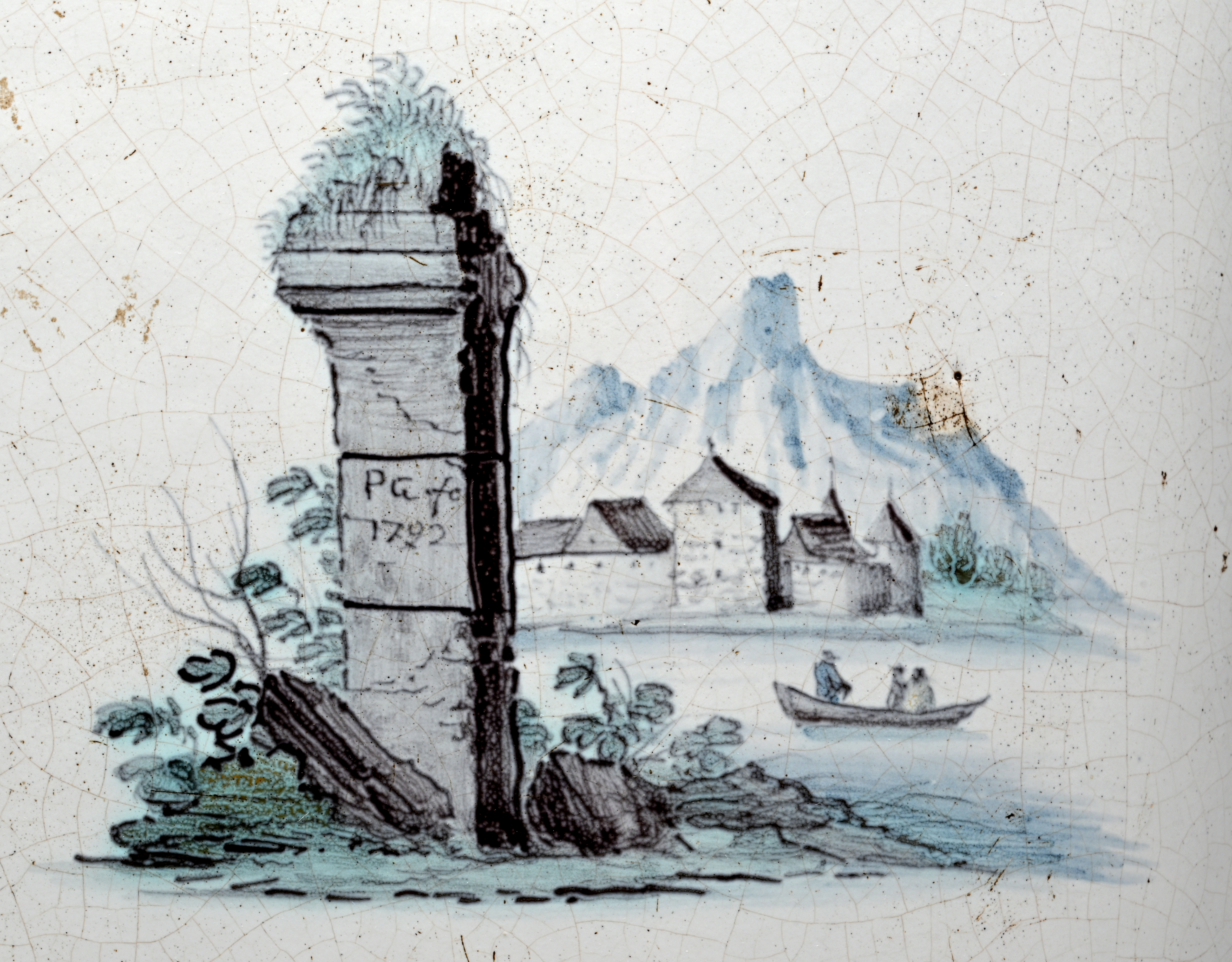
Ofenkachel von Peter Gnehm, 1792
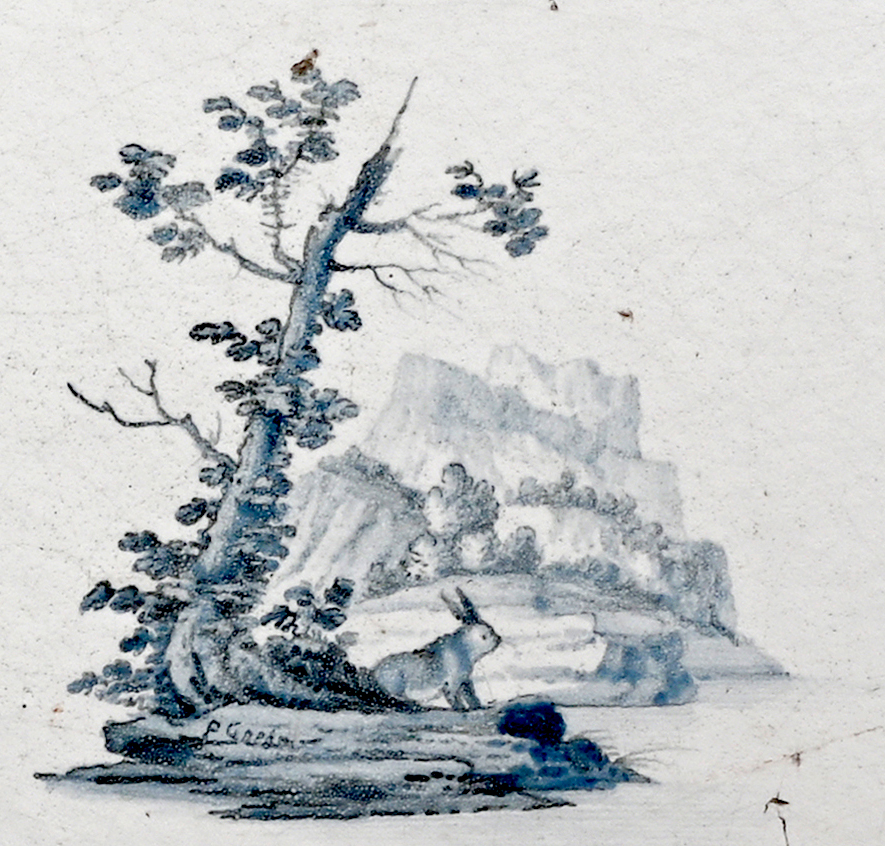
Ofenkachel, bemalt und signiert von Peter Gnehm
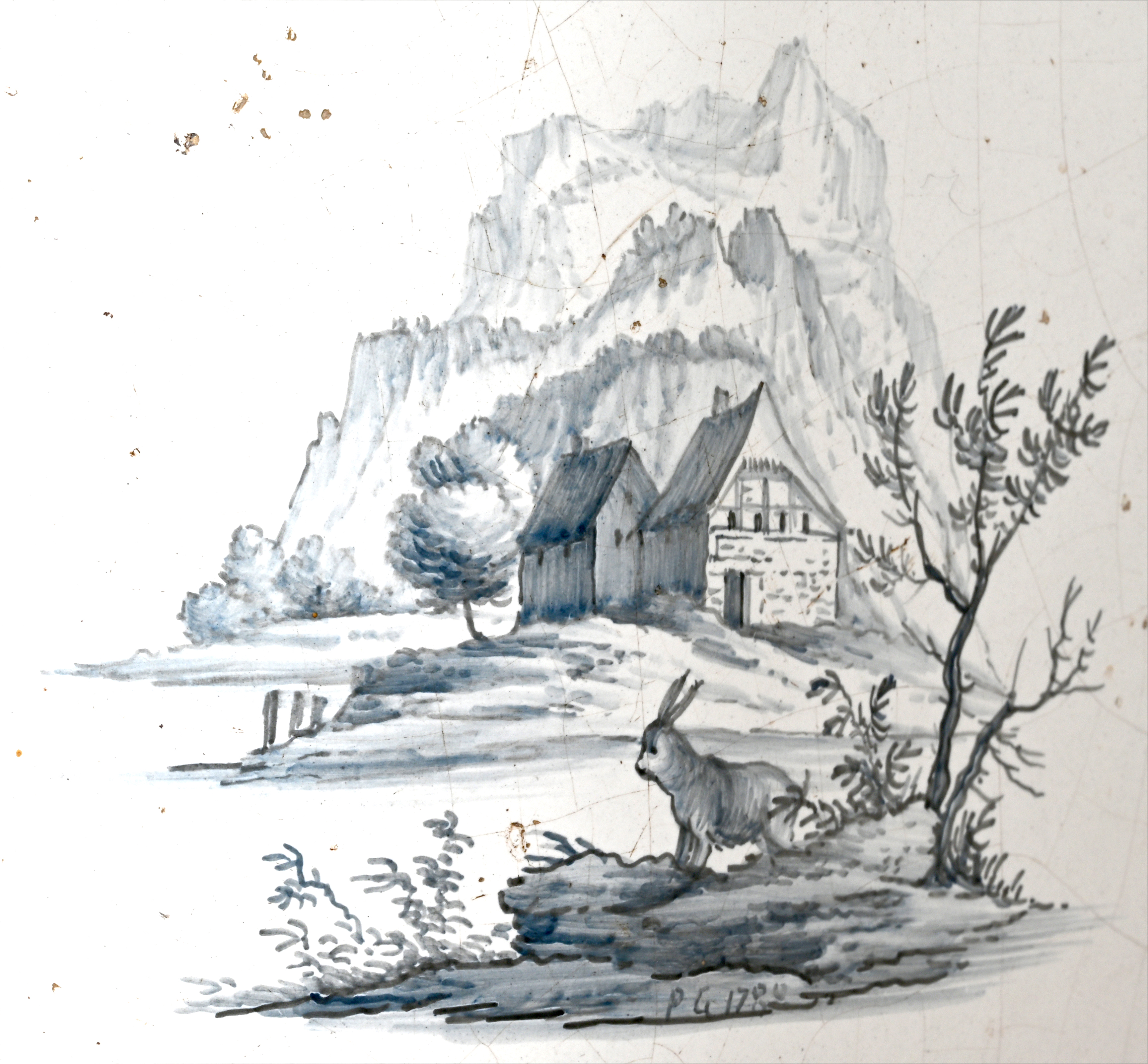
Ofenkachel, bemalt und signiert von Peter Gnehm
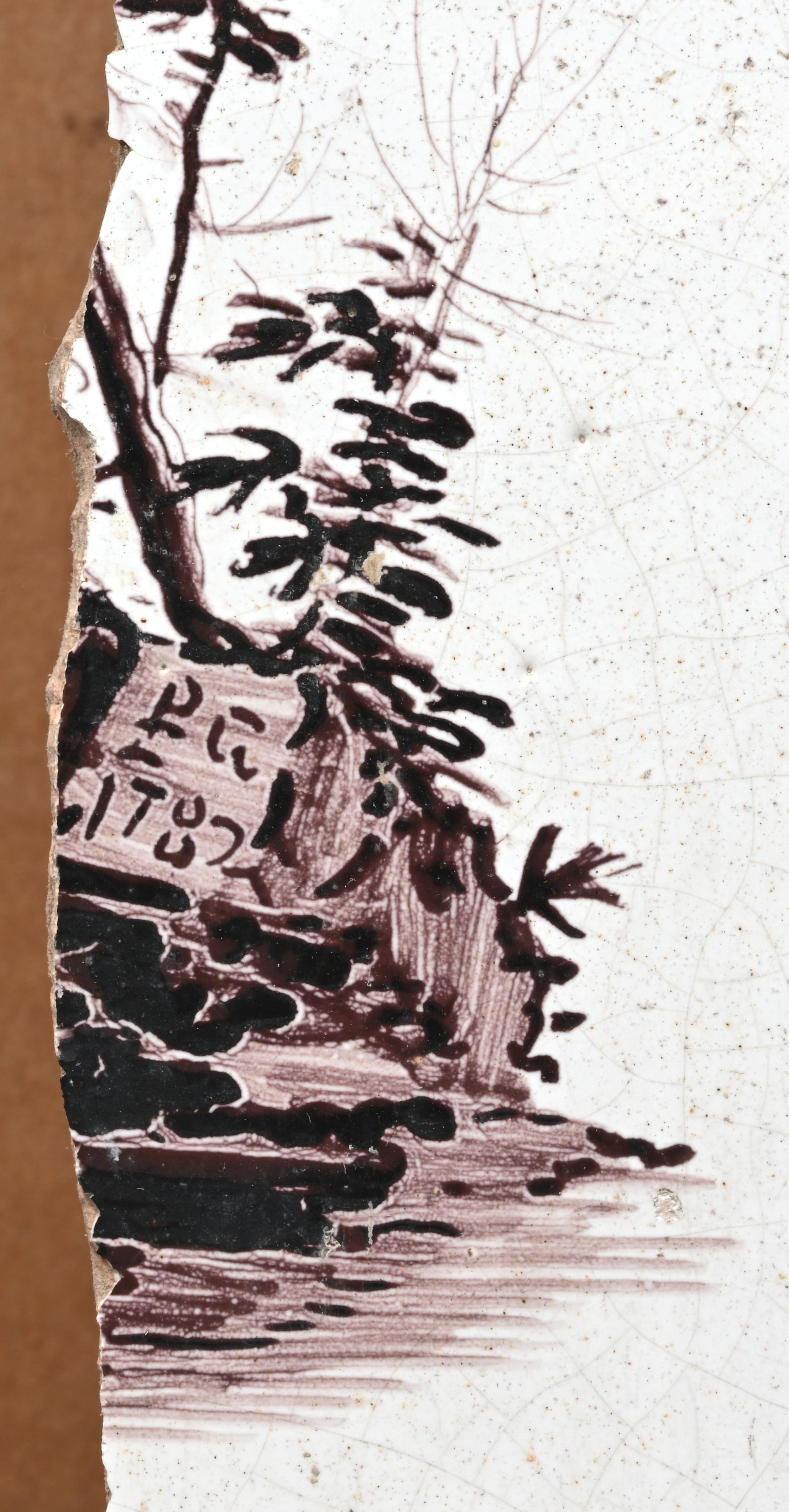
Ofenkachel, bemalt und signiert von Peter Gnehm

- Bern, Hôtel de Musique
- Bern, Gesellschaft zu Kaufleuten
- Bern, Stiftsgebäude
- Bern, Tscharnerhaus (Herrengasse 4)
- Bern, Zunftgesellschaft zu Metzgern
- Bern, Kramgasse 74
- Jegenstorf, Schloss
- Münsingen, Schloss
- Zofingen, Klösterli